# دشت یخ‌نهشته‌ای

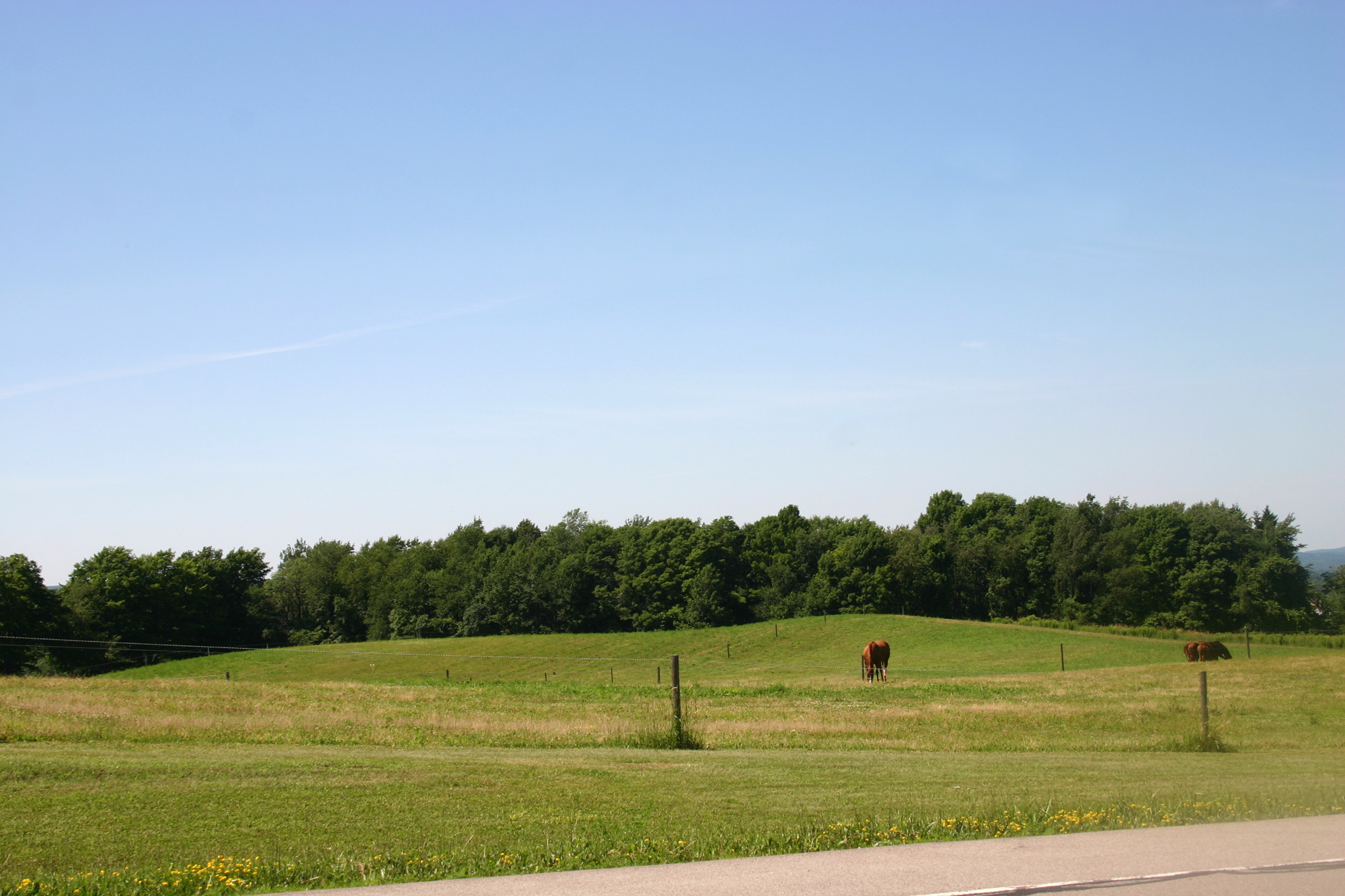
دشت یخ‌نهشته‌ای

دشت یخ‌نهشته‌ای (انگلیسی: Till plain) به جلگه‌ای هموار و پوشیده از یخ‌نهشته گفته می‌شود و هنگامی شکل می‌گیرد که یخ از بدنه اصلی یخچال طبیعی جدا شده و با ذوب یخ، رسوبات حمل‌شده توسط آن نهشته می‌شود. هنگامی که یخ‌نهشته خارج از محیط یخچال در توده‌های نامنظم ذوب می‌شود، یخرفت‌های زمینی تپه‌های گرد را پدید می‌آورند.
دشت‌های یخ‌نهشته‌ای که در دوره یخچالی ویسکانسین پدید آمدند، بیشتر بخش‌های شمالی اوهایو را می‌پوشانند (دشت‌های یخ‌نهشته‌ای اوهایو را ببینید).